# Jackson Carlaw

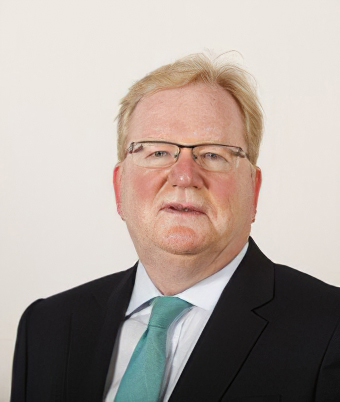
Jackson Carlaw

Jackson Carlaw (* 12. April 1959) ist ein schottischer Politiker und Mitglied der Conservative Party. Von Februar bis Juli 2020 leitete er interim die Scottish Conservative Party.

## Leben
Vor seinem Einzug in das Schottische Parlament war Carlaw über 25 Jahre lang in der Automobilindustrie in Glasgow tätig. Danach arbeitete er als selbstständiger Wirtschaftsberater. Carlaw ist verheiratet und lebt mit seiner Ehefrau und seinen zwei Söhnen im südwestschottischen Troon.

## Politischer Werdegang
1978 trat Carlaw in die Conservative Party ein. Nach dem Tod des Labour-Abgeordneten Frank McElhone 1982 wurden in dessen Wahlkreis Glasgow Queen’s Park Neuwahlen fällig. Zu diesen trat Carlaw an, erhielt jedoch nur den dritthöchsten Stimmenanteil und verpasste damit den Einzug in das Britische Unterhaus. Bei den regulären Unterhauswahlen 1983 bewarb er sich dann um das Direktmandat des Wahlkreises Glasgow Pollok, unterlag aber dem Labour-Politiker James White. Von 1984 bis 1986 war Carlaw dann Vorsitzender der Jugendorganisation der schottischen Konservativen; zwischen 1988 und 1992 Vorsitzender der Eastwood Conservative Association. Schließlich wurde Carlaw  1992  zum Vizevorsitzenden der Schottischen Konservativen gewählt, als solcher fungierte er bis 1998.
Bei den Schottischen Parlamentswahlen 2003 bewarb sich Carlaw um das Direktmandat des Wahlkreises Eastwood und folgte damit auf seinen Parteikollegen John Young. Er erhielt jedoch nur die zweithöchste Stimmenanzahl hinter dem Labour-Kandidaten Kenneth Macintosh und verpasste damit das Direktmandat des Wahlkreises. Bei den folgenden Parlamentswahlen 2007 trat Carlaw abermals in Eastwood an, verpasste das Mandat jedoch trotz Stimmgewinnen ein weiteres Mal. Da er aber auch auf dem zweiten Rang der Regionalwahlliste der Conservative Party für die Wahlregion West of Scotland gesetzt war, erhielt er eines der beiden Listenmandate der Konservativen in dieser Wahlregion und zog erstmals in das Schottische Parlament ein. In dieser Wahlperiode fungierte Carlaw als Parteisprecher für Gesundheit, Umwelt und Verkehr. 2011 verpasste Carlaw abermals das Direktmandat für Eastwood, verteidigte jedoch sein Listenmandat. Im November 2011 trat Annabel Goldie als Parteichefin zurück. Zur Wahl des Nachfolgers traten Ruth Davidson, Murdo Fraser und Jackson Carlaw an. Schließlich konnte Davidson die Wahl für sich entscheiden; sie ernannte  Carlaw zu ihrem Stellvertreter. Nachdem Carlaw bei den schottischen Parlamentswahlen 2016 leichte Stimmgewinne in seinem Wahlkreis verzeichnen konnte, erhielt er erstmals das Direktmandat von Eastwood.